# Eta Centauri
Eta Centauri ist ein Stern im Sternbild Centaurus. Er hat eine scheinbare Helligkeit von +2,31 mag und gehört der Spektralklasse  B2 Ve an. Seine Entfernung von der Erde beträgt ungefähr 306 Lichtjahre (94 Parsecs). Der Stern ist weniger als 20 Millionen Jahre alt.
Eta Centauri hat ca. den 5- bis 6-fachen Radius der Sonne und besitzt zwischen 8,5 und 10,5 Sonnenmassen. Seine Masse liegt also sehr nah an der Grenze, zwischen der Masse, bei der ein Stern zu einem Weißen Zwerg wird, und der, bei der er in einer Supernova endet. Eta Centauri ist ein sehr schnell rotierender Stern, am Äquator beträgt seine Rotationsgeschwindigkeit ungefähr 310 Kilometer pro Sekunde, was dazu führt, dass er sich in weniger als einem Tag einmal um sich selbst dreht.